# Medaglia al merito militare (Bamberga)
La medaglia al merito militare (Militär-Verdienstmedaille) fu un'onorificenza fondata da Christoph Franz von Buseck, principe-vescovo di Bamberga nel 1797, poi terminata alla secolarizzazione dello stato nel 1803 dopo l'invasione napoleonica.

## Storia
La medaglia venne pensata come ricompensa per il valore da destinare ai soldati del principato vescovile di Bamberga che presero parte alle guerre napoleoniche nel tentativo di arginare l'invasione del Bonaparte in Germania. La medaglia venne creata in due classi: d'oro per gli ufficiali e in argento per i sottufficiali.

## Descrizione
- La  medaglia è composta da un disco d'oro o d'argento sul diritto del quale si trova l'emblema coronato del principe-vescovo von Buseck. Lo stemma è attorniato da bandiere e simboli bellici. Sul retro, all'interno di una corona d'alloro, si trova il motto "LOHN DER TAPFER KEIT" (al merito militare).